# Umbauwagen (DB)
Als Umbauwagen wurden bei der Deutschen Bundesbahn (DB) drei- bzw. vierachsige Reisezugwagen bezeichnet, die ab Mitte der 1950er Jahre durch den Umbau von früheren Abteilwagen und Schnellzugwagen aus der Länderbahnzeit entstanden sind.

## Vorgeschichte

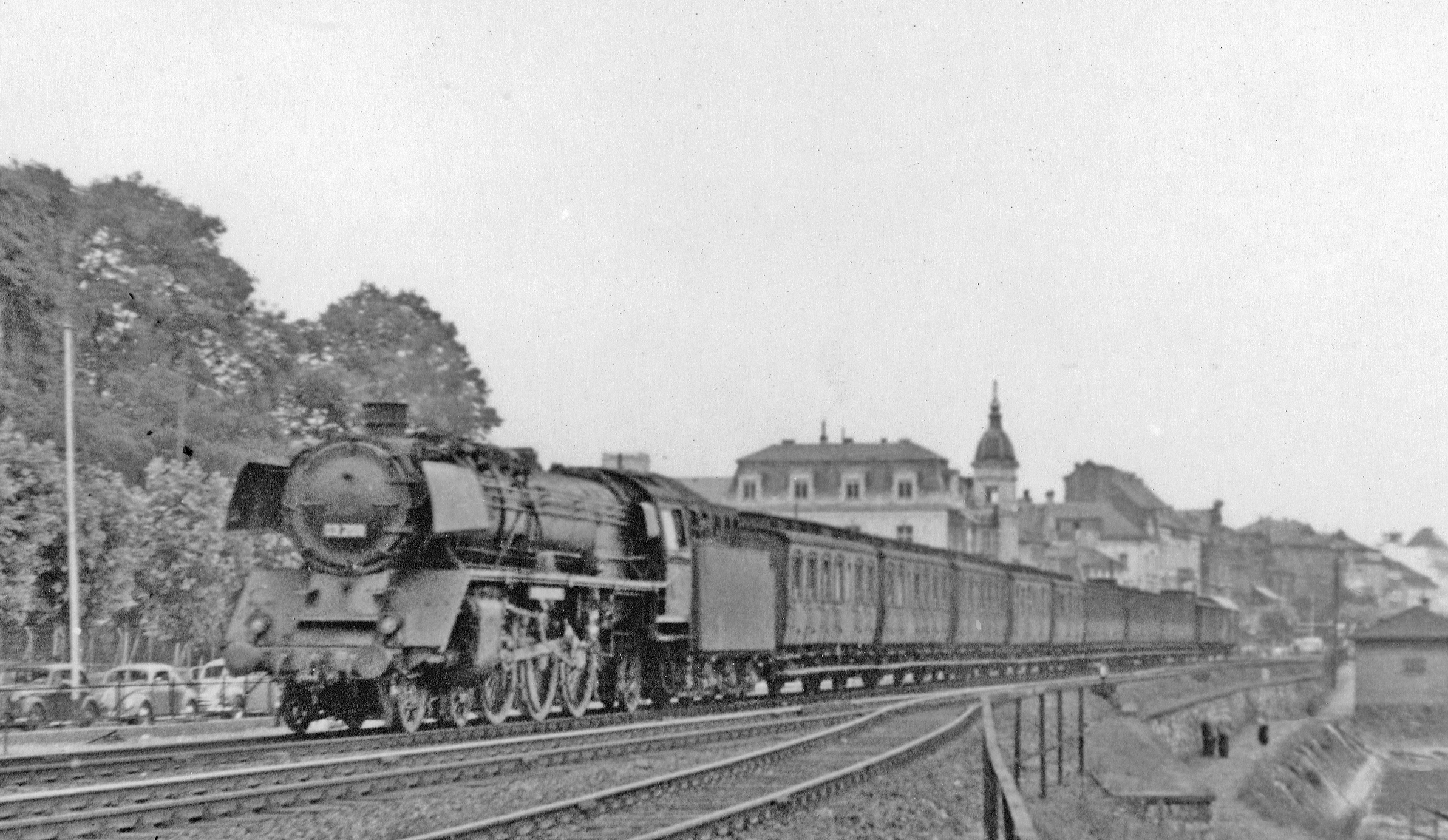
1954: Lok der Baureihe 03 mit dreiachsigen preußischen Abteilwagen, auf deren Fahrgestelle die dreiachsigen Umbauwagen gebaut wurden.

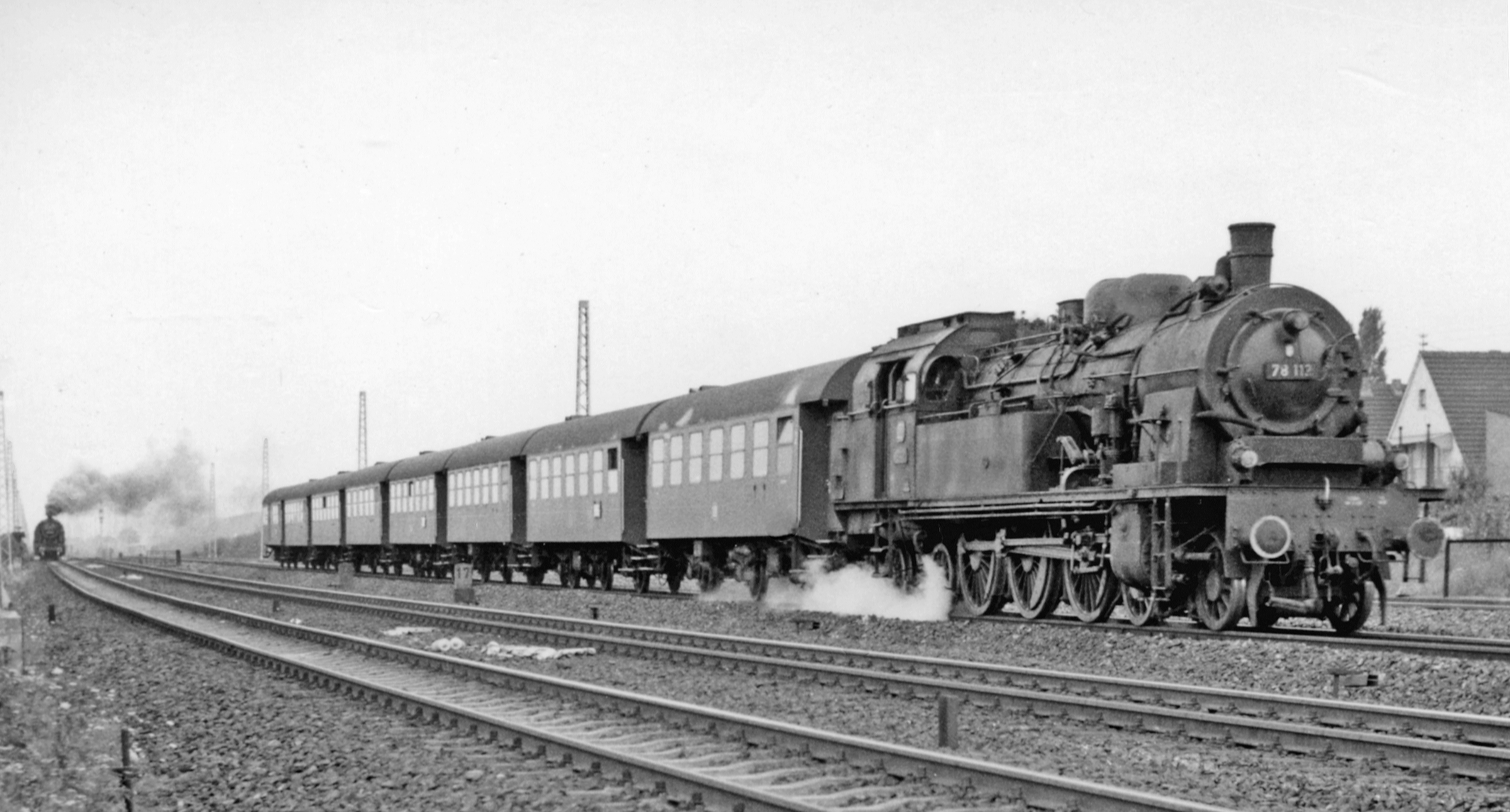
1961: Lok der Baureihe 78 mit dreiachsigen Umbauwagen, welche ab 1954 den Nahverkehr jahrelang prägten.

Die Deutsche Bundesbahn (DB) hatte nach dem Zweiten Weltkrieg bis in die 1960er Jahre hinein neben einem deutlichen Mangel an Reisezugwagen auch mit einer erheblichen Überalterung derselben zu kämpfen. Noch immer bildeten nämlich mehr als 13.000 Zwei- und Dreiachser sowie jeweils etwa 900 vierachsige Abteil- und Schnellzugwagen aus der Länderbahnzeit das Gros des Wagenparks.
Die wenigen in den Jahren 1953/1954 für den Eilzugverkehr beschafften Mitteleinstiegswagen reichten bei weitem nicht aus, die wenig zeitgemäßen Betriebsmittel für den Personenverkehr zu erneuern und zu verjüngen. Die der Deutschen Bundesbahn nur begrenzt zur Verfügung stehenden finanziellen Mittel und die nach dem Zweiten Weltkrieg herrschende Materialknappheit ließen eine umfassende Erneuerung zur damaligen Zeit noch nicht zu.
Die Bundesbahn-Hauptverwaltung beauftragte daraufhin im Herbst 1953 das Bundesbahn-Zentralamt (BZA) in Minden einen Entwurf zum Umbau der zwei- und dreiachsigen Vorkriegswagen vorzulegen, von denen nur die Räder und die Untergestelle der Fahrzeuge übernommen werden sollten. Der Wagenkasten hingegen sollte durch einen Neubau ersetzt werden. Durch die Kombination von neu entwickelten und zeitgemäßen Wagenkästen bei gleichzeitiger Weiterverwendung von Untergestellen der Länderbahnwagen konnten moderne Reisezugwagen gebaut werden, die den Personenverkehr in Deutschland für viele Jahre prägen sollten.
Nach dem Erfolg der dreiachsigen Umbauwagen sollten bei der DB auch die noch zahlreich und in allen Bundesbahndirektionen vorhandenen vierachsigen Reisezugwagen unterschiedlicher Bauart aus Länderbahnbeständen nach gleichen Grundsätzen umgebaut werden.
Vorbilder für vergleichbare Umbauprogramme kamen aus Frankreich, Österreich (siehe Spantenwagen) und den Niederlanden. Der Erfolg des Umbauprogramms der Deutschen Bundesbahn veranlasste später auch die Deutsche Reichsbahn (DR) in der DDR, ein eigenes Umbauprogramm (Reko-Wagen (DR) und Modernisierungswagen) ab 1957/1958 zu starten.

## Dreiachsige Umbauwagen, Gattung 3yg

### Konstruktion

#### Vorbemerkungen
Von den zwei- und dreiachsigen Spenderwagen wurden nur die Untergestelle, die auf ein einheitliches Maß von 13 Metern Länge gebracht wurden, übernommen. Zweiachsfahrgestelle erhielten eine ungebremste mittlere dritte Achse, der Achsstand schwankte bei den einzelnen Wagen je nach Herkunftsbauart zwischen 7.500 und 7.900 Millimetern. Die Mittelachse war seitenverschiebbar, um gute Fahreigenschaften in Kurven zu erreichen. Die aus der Länderbahnzeit stammenden Gleitlagerradsätze wurden aufgearbeitet und in neuen Achslagergehäusen untergebracht. Bereits 1954 konnten mehr als tausend Wagen dem Betrieb übergeben werden. Bis 1958 wuchs die Zahl auf 6.500 Exemplare an, 25 Prozent des gesamten Personenwagenbestands der Deutschen Bundesbahn.
Es wurden drei Bauarten (BC3yg, C3yg und CPw3yg ab 1956/1962: AB3yg, B3yg und BD3yg) verwirklicht.

#### B3yg
Ein erster Probewagen wurde im Jahr 1953 vorgestellt. Die Serienfertigung der Gattung B3yg begann 1954 in den Ausbesserungswerken Hannover, Karlsruhe, Limburg, Ludwigshafen, Neuaubing und Saarbrücken. Insgesamt wurden 4737 Wagen bis 1959 gefertigt.

#### AB3yg
Die Serienfertigung von Wagen der Gattung AB3yg erfolgte ab 1954 in den Ausbesserungswerken Karlsruhe und Ludwigshafen. Insgesamt wurden 1118 Wagen bis 1958 gefertigt.

#### BD3yg
Die Halbgepäckwagen entstanden ab 1954 in den Ausbesserungswerken Limburg, Hannover und Saarbrücken. Insgesamt wurden 683 Wagen bis 1958 gefertigt.

#### Wagenkästen
Es wurden geschweißte, stählerne Wagenkästen gefertigt, welche bis an die Pufferbohle herangezogen wurden. Die Endtüren, als Drehaußentüren ausgeführt, waren zur Wagenmittellängsachse hin eingerückt. Die BD3yg-Wagen waren zusätzlich auf beiden Seiten des Gepäckraums mit vierflügeligen Drehfalttüren versehen. Die Stirnwandübergänge waren durch Rollläden verschließbar und mit Gummiwülsten sowie beweglichen Übergangsbrücken ausgestattet. Die B3yg-Wagen hatten sieben Abteilfenster je Wagenseite. Sämtliche eingebaute Fenster waren Übersetzfenster ohne Gewichtsausgleich. Eine Fenstersektion war für das WC reserviert, dieses Fenster war aus Milchglas und lediglich im oberen Bereich nach innen kippbar.
Die dreiachsigen Umbauwagen waren bis zu ihrer Ausmusterung fast nur im flaschen- bzw. chromoxidgrünen Farbkleid der Deutschen Bundesbahn der 1950er und 60er Jahre im Einsatz. In ozeanblau-beige existierten nur die „Deutsche Weinstraße“-Wagen, die als Ganzzug fuhren.

#### Elektrische Ausrüstung
Die dreiachsigen Umbauwagen waren mit einer Dampfheizung ausgestattet. Einige Wagen erhielten auch eine elektrische Heizung (diese erkennbar am zusätzlichen „e“ in ihrer Gattungsbezeichnung). Elektrische Energie wurde von einem Gleichstromgenerator je Wagen erzeugt. Für die Beleuchtung wurden sowohl Leuchtstoffröhren als auch Glühlampen verwendet.

#### Inneneinrichtung

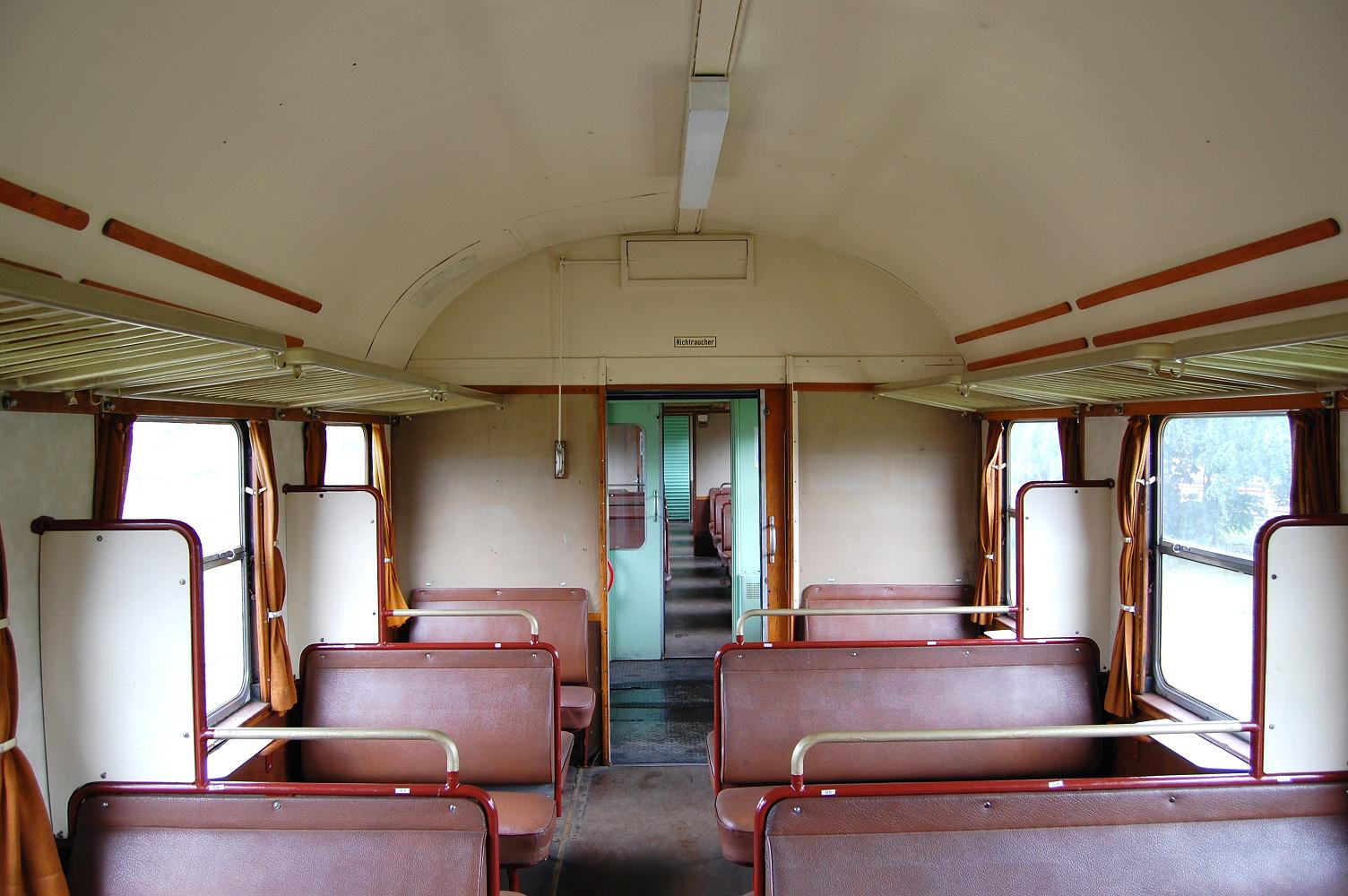
Dreiachsiger Umbauwagen 2. Kl. (Typ B3yg) mit 2 + 3 Sitzen je Reihe

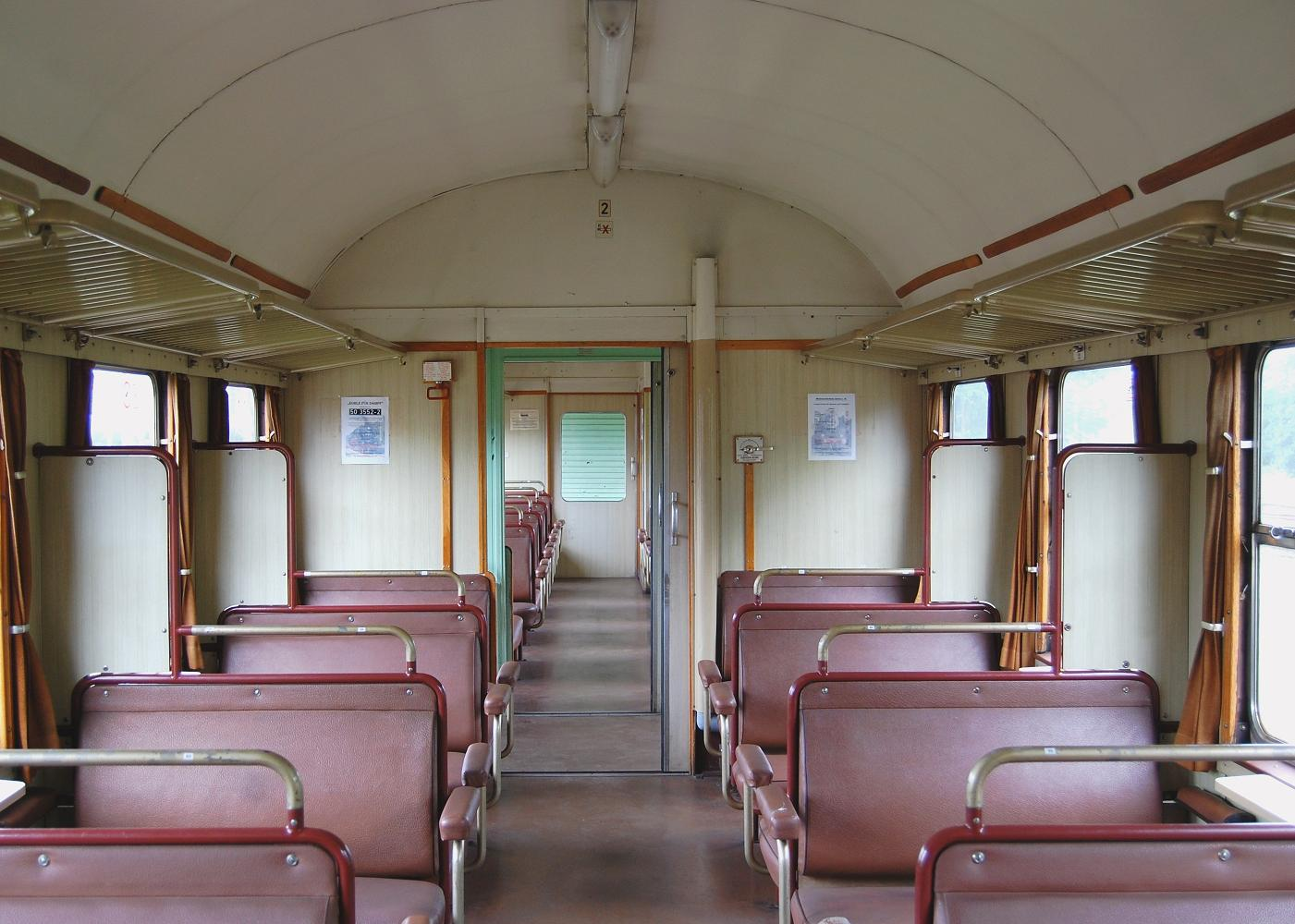
Vierachsiger Umbauwagen 2. Kl. (Gattung B4yg) mit beiderseits zwei Sitzen je Reihe

Der Innenraum war asymmetrisch in einen kleineren Teil von 4.620 mm Länge und einen größeren Teil von 6.160 mm Länge geteilt. Der größere Teil wurde je nach Bauart entweder als 1. Klasse, 2. Klasse oder als Gepäckraum genutzt. Decken und Wände wurden mit Hartfaserplatten verkleidet, wobei die Wände in der 1. Klasse zusätzlich mit Kunstleder und in der 2. Klasse mit Tapete ausgestattet waren. Die Decken wurden elfenbeinfarben ausgeführt. Als Fußbodenbelag kam Linoleum zum Einsatz. Die Sitze der 2. Klasse waren mit braunem Kunstleder, die der 1. Klasse mit grauem Polster bezogen. Die Bestuhlung wurde vis-à-vis ausgeführt. Die Sitzaufteilung war in der 2. Klasse 2+3 und in der 1. Klasse 2+2. Zwischen den Sitzabteilen befand sich ein kleiner Windfang. Die Fenster waren mit Vorhängen ausgestattet. Aufgrund des im Nahverkehr nur kleinen Bedarfs an Gepäckablagen wurden lediglich Längsgepäcknetze verbaut. Bei allen Wagen war im kleineren Abteil einseitig am Wagenende statt einer Sitzgruppe eine Toilette eingebaut. Das 14,5 m² große Gepäckabteil verfügte über Stauwände mit Fahrradhaltern und Gepäckablagen. Im dort befindlichen Dienstabteil waren zwei Tische mit Drehstühlen vorhanden. Weiterhin waren im Zugbegleiterabteil zwei Seitenfenster und zwei Stirnwandfenster vorhanden.

### Einsatz

#### Personenverkehr
Die dreiachsigen Umbauwagen kamen im Nahverkehr in allen Bundesbahndirektionen auf Haupt- und Nebenstrecken zum Einsatz. Zahlreiche Wagen wurden für den Einsatz in Wendezügen mit einer Steuerleitung versehen, was zum Hinzufügen des Nebengattungszeichens „b“ führte. Da es mit Ausnahme eines einzigen Versuchswagens (CPw3ygef) nie zur Beschaffung von Umbau-Steuerwagen gekommen war, erfolgte der Einsatz in Wendezügen meist in Kombination mit Steuerwagen aus der Gattung BDnf, überwiegend aber mit Mitteleinstiegswagen (BDymf).
Um bessere Laufeigenschaften zu erreichen, wurden ab 1955/1956 jeweils zwei Wagen kurzgekuppelt, wobei die Schraubenkupplung mit drei Tonnen Vorspannung vorgespannt war. Eine Trennung der Paare im Betrieb wurde dadurch unmöglich, jedoch konnte durch die Kurzkupplung eine höhere Geschwindigkeit von 100 km/h statt der bei den Einzelwagen üblichen 85 km/h realisiert werden. Die über Kreuz geschaltete elektrische Ausstattung der 3yg-Wagen erlaubte es nur, jeweils ein untereinander kurzgekuppeltes Pärchen zu bilden, wobei man hier in der Wagenwahl frei war, so dass alle möglichen Kombinationen außer BD3yg + BD3yg möglich waren: AB+AB, AB+B, B+B, AB+BD, B+BD.
Die Ausmusterung der Wagen war für die Mitte der 1970er Jahre vorgesehen, konnte aber wegen fehlender Neubauwagen nicht realisiert werden. 1967 waren noch über 6000 dreiachsige Umbauwagen im Einsatz. Erst Mitte der 1980er Jahre wurden die letzten Wagen, die dem Berufsverkehr der BASF-Werke in Ludwigshafen am Rhein dienten, aus dem Verkehr gezogen. 50 Wagen wurden an die OSE verkauft.

#### Bahndienstwagen

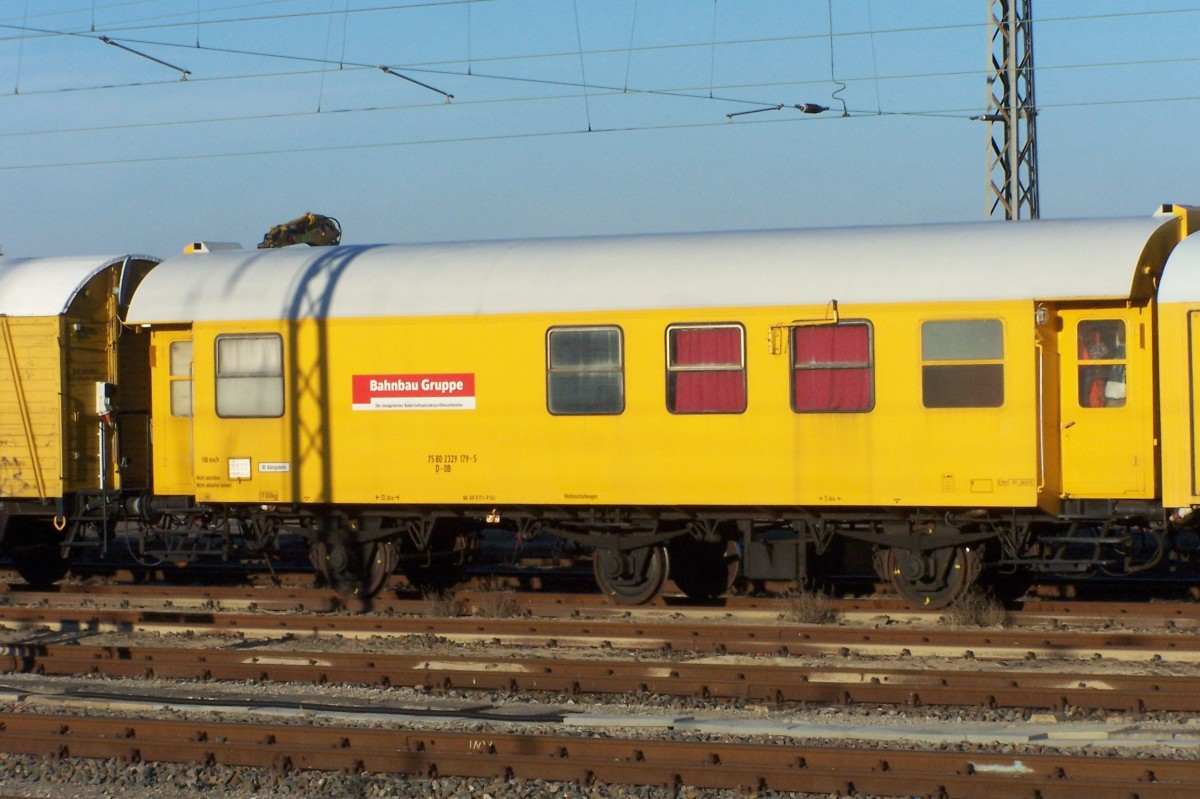
2014: Wohnwagen der DB Bahnbau, entstanden aus einem Umbauwagen der Gattung B3yg

Bereits vor dem Ausscheiden der letzten 3yg-Wagen aus den Reisezugdiensten wurden von 1969 bis 1984 in den Ausbesserungswerken Offenburg, Kassel und Weiden (Oberpfalz) ca. 2000 dreiachsige Umbauwagen für den Bauzugeinsatz umgebaut. Die Wagen waren für die verschiedensten Zwecke (Bauleiterwagen, Bautruppführerwagen, Bürowagen, Wohn-Schlafwagen, Aufenthaltswagen, Gerätewagen, Werkstattwagen, Wasch-Trockenwagen, Küchenbeiwagen, Umkleidewagen usw.) ausgerüstet und dienten als temporäre Unterkunft und Werkstatt in der Nähe von Bahnbaustellen. Sie blieben zunächst chromoxidgrün (RAL 6020) und wurden ab den 1970er Jahren ozeanblau (RAL 5020) lackiert. Später wurden einige Wagen goldgelb (RAL 1004). Bis heute sind noch einige Exemplare für die DB Bahnbau oder bei privaten Gleisbaufirmen im Einsatz.
Ein Unikat bildet aktuell der als „Heizwagen 105“ bezeichnete dreiachsige Umbauwagen. Dieser ist aktuell in IC-Farben lackiert und fungiert als Generatorwagen zur Stromversorgung der Kurswagen, die im Syltverkehr an die IC-Wagen zwischen Dagebüll und Niebüll angehängt werden.

## Vierachsige Umbauwagen, Gattung 4yg
1955 baute des AW Hannover einen ersten vierachsigen Probewagen die in den drei Bauarten Byg-56, Byg-58 und Byg-58a unterteilt waren. Nachdem keine geeigneten Länderbahnwagen mehr zur Verfügung standen, wurden auch neue Fahrgestelle gebaut. Insgesamt wurden in den AW Karlsruhe und Neuaubing 1121 Wagen gebaut. 1957 wurden zwei weitere gemischtklassige Wagen im AW Karlsruhe gebaut, für die je zwei Untergestelle dreiachsiger Abteilwagen verwendet wurden.

### Konstruktion

#### Vorbemerkungen
Konstruktion und Inneneinrichtung entsprechen weitgehend denen der dreiachsigen Umbauwagen, weshalb im Folgenden lediglich auf Unterschiede eingegangen wird.
Es wurden drei Bauarten (AB4yg, B4yg und BD4yg) verwirklicht.

#### AB4yg
1955 wurde vom Ausbesserungswerk Hannover ein gemischtklassiger Probewagen mit Abteilen der damaligen 2. und 3. Klasse, (BCyg-55 ab 1956 AByg-55, ab 1962 AByg501) mit Schwanenhalsdrehgestellen geliefert. Zwei weitere, im Ausbesserungswerk Karlsruhe gebaute Prototypen dieser Gattung (AByg-58 und 58a, ab 1966 AByg502) mit neuentwickelten Minden-Deutz-Drehgestellen (MD41), folgten 1957. Dafür wurden je zwei Untergestelle dreiachsiger Abteilwagen verwendet. Die Wagen der Gattung AB4yg wurden ab 1958 in Serie (AByg503 und AByg504) von den Ausbesserungswerken Hannover, Karlsruhe und Neuaubing hergestellt und ausnahmslos mit Minden-Deutz-Drehgestellen der Bauart MD41 ausgerüstet.

#### B4yg
Die Serienlieferung von Wagen der einklassigen Gattung B4yg erfolgte ab 1957. Die im Ausbesserungswerk Neuaubing gefertigten Wagen (Byg-56, ab 1966 Byg514) behielten ihre Drehgestelle der preußischen bzw. amerikanischen Bauart sowie die ursprünglichen Gleitlagerradsätze und wogen 31,2 t. Die Wagen der zweiten Serie (Byg-58, ab 1966 Byg515), gebaut ab 1959 von den Ausbesserungswerken Neuaubing und Karlsruhe, wurden mit Minden-Deutz-Drehgestellen ausgestattet und wogen 28,6 t. Die letzte Serie der B4yg-Wagen (Byg-58a, ab 1966 Byg516) wurde allein durch das AW Karlsruhe gebaut und ebenfalls mit Minden-Deutz-Drehgestellen ausgestattet. Die Serienlieferung umfasste 379 Fahrzeuge.

#### BD4yg
Die Halbgepäckwagen entstanden ab 1958 gänzlich im Ausbesserungswerk Neuaubing und unterteilten sich in die Bauarten BPwyg-56, (ab 1962 BDyg-56, ab 1966 BDyg531), BPw-56a (ab 1962 BDyg-56a, ab 1966 BDyg532) und BPwyg-56b (ab 1962 BDyg-56b, ab 1966 BDyg533). Die erste Bauart verwendete Untergestelle preußischer und bayerischer Bauart, die zweite Bauart beruhte auf sächsischen Wagen und die Untergestelle der dritten Bauart waren aus je zwei Untergestellen von Lenkachswagen gefertigt. Alle Wagen verwendeten die von ihren Spenderwagen oder anderen Wagen stammenden preußischen oder amerikanischen Drehgestelle. In späteren Jahren wurden einige Wagen auch mit Minden-Deutz-Drehgestellen der Bauart MD41, die durch Ausmusterung von Wagen anderer Bauart frei wurden, ausgestattet.

#### Wagenkästen
Die Wagenkästen waren 10 cm schmaler als bei den Dreiachsern. Zwischen den eingerückten Endtüren befanden sich fünf (in der 1. Klasse vier) Fenster und als Mitteleinstieg eine ebenfalls eingerückte, doppelte Drehaußentür. Der BD4yg-Wagen besaß zwischen Endtür und Mitteleinstieg zusätzlich eine vierflügelige Drehfalttür für den Gepäckraum. Die Gepäckraumfenster waren von innen mit Eisenstäben gegen Einbruch gesichert.

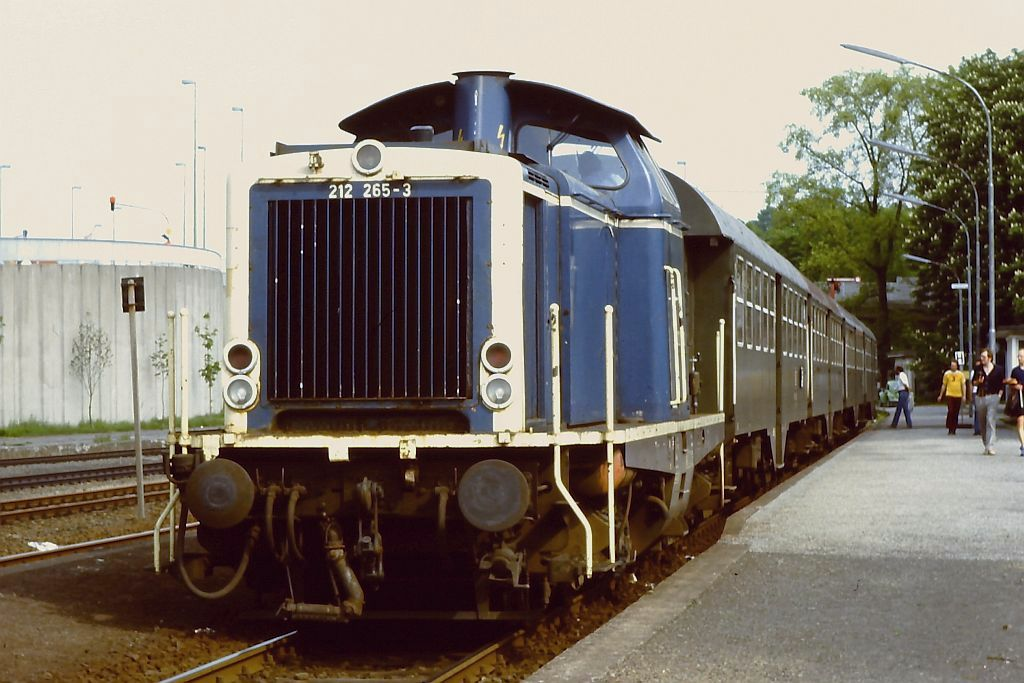
1986: DB-Baureihe 212 mit Nahverkehrszug aus 4yg-Wagen

Die vierachsigen Umbauwagen waren bis zu ihrer Ausmusterung nur im flaschen- (Probewagen) bzw. chromoxidgrünen (Serienwagen) Farbkleid der DB der 1950er und -60er Jahre im Einsatz und wurden damit weder in ozeanblau-beige noch in anderen Farben lackiert.

#### Elektrische Ausrüstung
Die vierachsigen Umbauwagen waren sowohl mit einer Dampfheizung als auch mit einer elektrischen Heizung ausgestattet. Elektrische Energie wurde von zwei Gleichstromgeneratoren pro Wagen erzeugt und eingebaute Batterien ermöglichten die Stromversorgung auch im Stillstand. Es wurden sowohl Leuchtstoffröhren als auch Glühlampen für die Beleuchtung verwendet.

#### Inneneinrichtung
Die Sitze der 2. Klasse waren mit Kunstleder und die der 1. Klasse mit Plüsch bezogen. Die Sitzaufteilung war in der 2. Klasse 2+2 und in der 1. Klasse 2+1, jeweils in Vis-à-vis-Anordnung. Nur der Probewagen BCyg-55 hatte in der späteren 1. Klasse die Sitzteilung 2+2. Die B4yg-Wagen hatten an jedem Wagenende je einen Toilettenraum für Fahrgäste, die AB4yg- und BD4yg-Wagen wurden in der Serienausführung hingegen nur mit einer Fahrgasttoilette ausgerüstet. Das 17,5 m² große Gepäckabteil verfügte über Stauwände mit Fahrradhaltern und Gepäckablagen. Im dort befindlichen Dienstabteil waren neben kleinen Stirnfenstern auch zwei Tische mit Drehstühlen vorhanden.

### Einsatz
Die vierachsigen Umbauwagen kamen in allen Bundesbahndirektionen auf Haupt- und Nebenstrecken zum Einsatz. Zuerst wurden sie bevorzugt im Eilzug-Verkehr genutzt und wanderten in späteren Jahren in Nahverkehrszüge ab. Mangels Steuerleitung wurden die Wagen nicht in Wendezügen eingesetzt. Einen letzten Höhepunkt erlebten die vierachsigen Umbauwagen zur Zeit der Deutschen Wiedervereinigung, wo sie als Verstärkungswagen in verschiedenen Zügen eingestellt waren. Die Ausmusterung der Wagen war für die Mitte der 1980er Jahre vorgesehen, konnte aber wegen fehlender Neubauwagen nicht realisiert werden. 1988 waren noch insgesamt 421 vierachsige Umbauwagen im Einsatz. Die letzten Wagen wurden Ende 1990, vereinzelt 1992, ausgemustert, weil sich ein Umrüsten der Türen auf die ab März 1990 notwendige automatische Türblockierung nicht mehr lohnte, Aufgrund des Fahrzeugmangels durch die deutsche Wiedervereinigung gab es Sondergenehmigungen. Zuletzt wurden vierachsige Umbauwagen in den Bundesbahndirektionen Köln und Frankfurt am Main eingesetzt. Auf der Lahntalbahn, im Raum Köln und in der Eifel sowie z. B. zwischen Frankfurt am Main und Ober-Roden konnte man noch die letzten aktiven vierachsigen Umbauwagen antreffen.

## Sonderwagen

### Allgäu-Zollern-Bahn
Im Rahmen eines regionalen Eilzugkonzepts der Deutschen Bundesbahn für die Bahnstrecken Tübingen–Sigmaringen, Sigmaringen–Herbertingen, Herbertingen–Leutkirch und Leutkirch–Memmingen wurden ab 1984 einige vierachsige Umbauwagen mit spezieller seitlicher Aufschrift „Allgäu-Zollern-Bahn“ und einem hellgrünen Zierstreifen eingesetzt. Weiterhin wurden die Innenräume der Wagen im Ausbesserungswerk Stuttgart-Bad Cannstatt aufgearbeitet. Zudem erhielten sie Wappen an der Strecke liegender Orte, darunter Tübingen, Hechingen, Bisingen, Balingen, Albstadt, Aulendorf, Kißlegg und Aichstetten/Marstetten-Aitrach.

### Mittelwagen für ET 65 und Beiwagen für ET 85

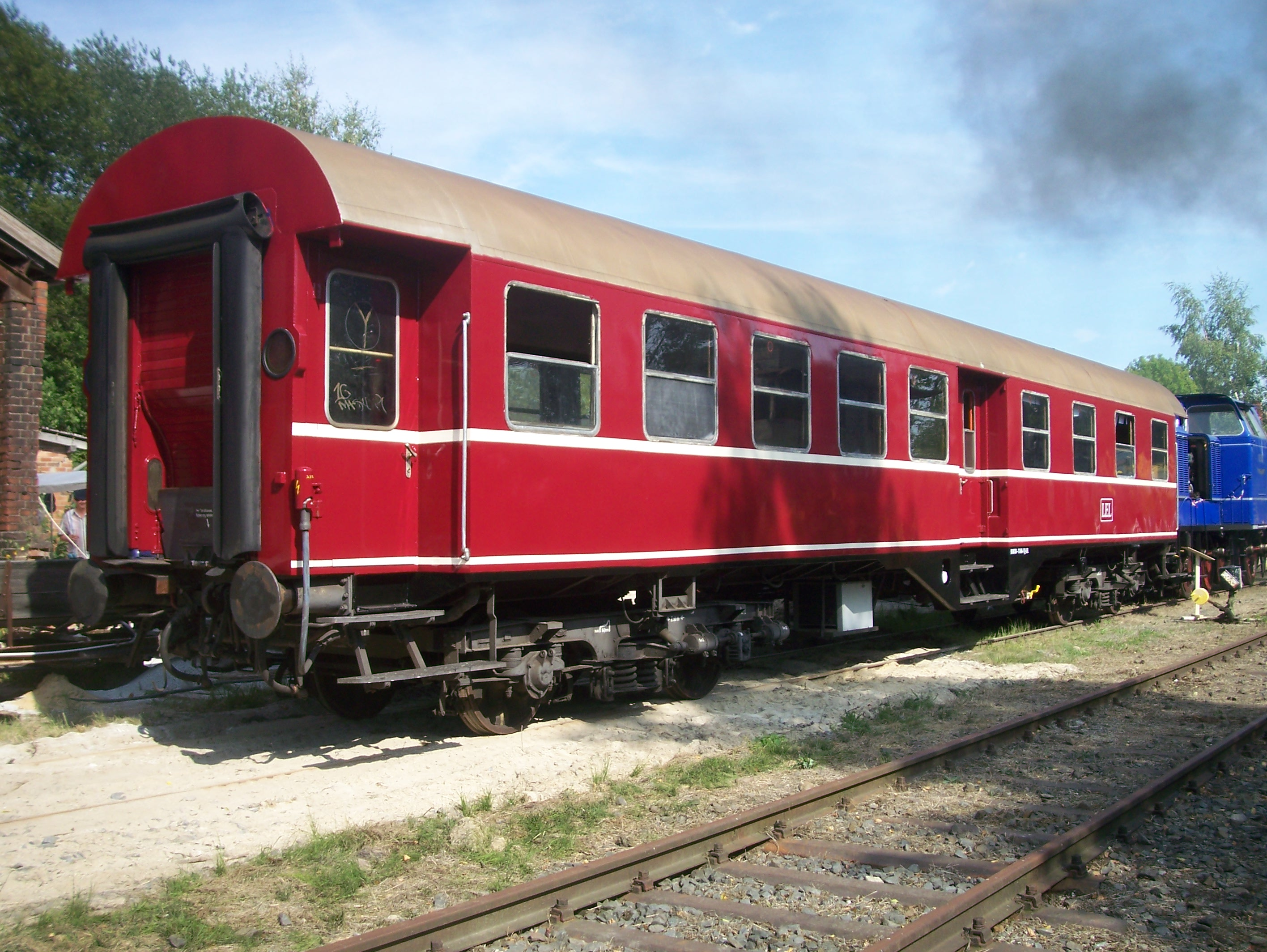
Umbauwagen der ursprünglichen Gattung AB4yg. (In Anlehnung an die Mittelwagen der ET 65 in rot lackiert)

Einige Umbauwagen wurden im weinroten Triebwagenanstrich der DB als Mittelwagen für die Baureihe ET 65 (465) bzw. als Beiwagen für die Baureihe ET 85 (485) eingesetzt. In den 1960er Jahren gingen so insgesamt 24 vierachsige Wagen aus der laufenden Umbauserie als Mittelwagen mit der Bezeichnung EB 65 (865) im Stuttgarter Vorortverkehr mit Triebwagen des Typs ET 65 gekuppelt in Betrieb. Sie hatten keine Dampfheizung, dafür aber die notwendigen Steuerleitungen. Nach Ausmusterung der Triebwagen wurden diese Wagen als Byg516 auch in normalen Zügen eingesetzt, bis zur Umlackierung auch im weinroten Anstrich. Einer dieser Wagen ist heute als Mittelwagen 865 006-8 mit dem Triebwagen in der Eisenbahn-Erlebniswelt Horb erhalten. Acht B3yg-Wagen, die im Ausbesserungswerk Stuttgart-Bad Cannstatt hergerichtet wurden, wurden mit der Bezeichnung EB 85 (885) mit Elektrotriebwagen des Typs ET 85 eingesetzt.

### Zellenwagen Typ Z-56
Eine besondere Bauart der Umbauwagen stellten die Gefangenentransportwagen des Typs Z-56 dar, die auf der Basis des 3yg entwickelt wurden, aber auf Wunsch der Justizverwaltung nur zwei Achsen aufwiesen. Es wurden sechs Wagen dieses Typs im AW Hannover-Leinhausen gebaut (Nummern 10 061 bis 10 066). Die Wagen besaßen 15 Zellen mit 36 Plätzen sowie einen Dienstraum für die Aufseher. Die Wagen wurden 1963 nach einem Urteil des Bundesverfassungsgerichts, das den Häftlingsverschub zwischen den Gefängnissen per Bahn für verfassungswidrig erklärte, ausgemustert. Mindestens einer der Wagen wurde in einen Bahndienstwagen umgebaut.

### Royal Transportation Corps
Das Royal Transportation Corps bekam vier Byg514, sieben Byg515 und einen Byg516, die zu Lazarettwagen oder Mannschaftswagen umgebaut und in Militärzügen verwendet wurden. Sie wurden Ende der 1980er bis Anfang der 1990er Jahre ausgemustert.

## Verbleib

### Privatbahnen

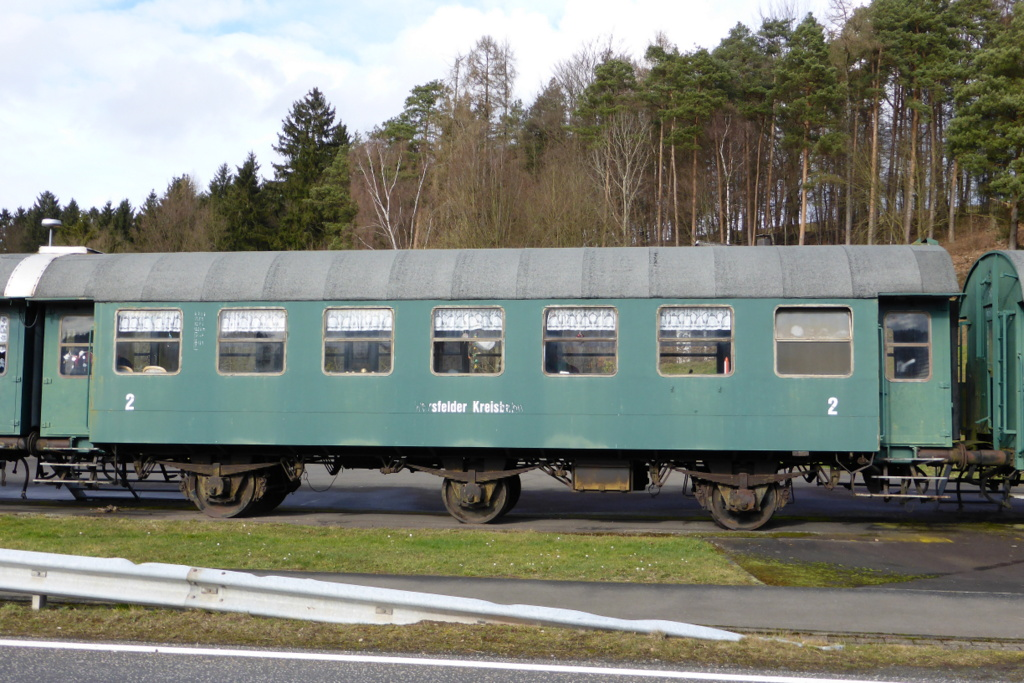
Umbauwagen der Hersfelder Kreisbahn im Seepark Kirchheim

Nach der Ausmusterung durch die DB wurden einige Umbauwagen an Privatbahnen verkauft. Dreiachsige Umbauwagen wurden so zum Beispiel von der Hersfelder Kreisbahn, der Frankfurt-Königsteiner Eisenbahn, der Mindener Kreisbahn sowie der Ilmebahn eingesetzt. Die Tegernsee-Bahn hatte zusätzlich auch drei vierachsige Umbauwagen in Betrieb. Ein vierachsiger AB-Wagen wurde in einen Theaterwagen umgebaut.

### Museumseisenbahnen
Umfangreiche Listen und weitergehende Informationen zu erhaltenen Umbauwagen sind in der Literatur und im Internet zugänglich. Beispielsweise können dreiachsige Umbauwagen bei der Historischen Eisenbahn Frankfurt, der Museumseisenbahn Hanau, der Nassauischen Touristik-Bahn sowie der Museumseisenbahn Hamm und vierachsige Umbauwagen bei der DBK Historische Bahn, der Museumsbahn Bremerhaven–Bederkesa, der Geesthachter Eisenbahn, der IG Schienenverkehr und beim Bayerischen Eisenbahnmuseum besichtigt werden.

### Ausland
Dreiachsige Umbauwagen der Gattung B3yge wurden an die Staatsbahnen Griechenlands (ΟΣΕ) und Jugoslawiens (JŽ-ЈЖ) verkauft. Die syrische Staatsbahn Chemins de fer Syrienne (CFS) erhielt ebenfalls Umbau-Dreiachser der DB. Einige vierachsige Umbauwagen gingen nach Italien, in die Niederlande und in die Demokratische Republik Kongo.
| Staat                        | Gesellschaft             | Anzahl                 | Nummern | Bemerkungen                                                    | Bild |
| ---------------------------- | ------------------------ | ---------------------- | --- | -------------------------------------------------------------- | ---- |
| Demokratische Republik Kongo | SNCC                     | 3 BDyg, 5 AByg, 47 Byg | ? | mit dreiteiligen Güterwagendrehgestellen auf 1067 mm umgespurt |      |
| Griechenland                 | ΟΣΕ                      | 50                     | 401 – 450 50 73 23-20 321–370 | Verkauf im Jahr 1966                                           |      |
| Italien                      | FSE                      | ?                      | ? | [ 27 ]                                                         |      |
| Italien                      | Satti Torino             | ?                      | ? | [ 28 ]                                                         |      |
| Niederlande                  | Hoogovens Stoom IJmuiden | 7                      | 76101 (ex Byg 515 (5080 29 12 197-9)) 76102 (ex Byg 515 (50 80 29 12 628-3) 76103 (ex Byg 516 (50 80 29 03 013-9)) 76104 (ex Byg 516 (5080 29 03 006-3)) 76105 76109 76113 |                                                                |      |
| Niederlande                  | Wildlands                | 2                      | ex B3y, ex BD4yg 98210 (50 80 82-12 218-7) | ex Bahnbetriebswerk Hanau                                      |      |
| Syrien                       | CFS                      | ?                      | |                                                                |      |
| Jugoslawien                  |                          | 162                    | ? | Notwohnungen in Banja Luka nach dem Erdbeben von 1969          |      |